# 玉津村 (岡山県)
玉津村（たまつそん / たまつむら）は、岡山県邑久郡にあった村。現在の瀬戸内市の一部にあたる。

## 地理
瀬戸内海の錦海湾北岸から内陸の山間部に位置していた。

## 歴史
- 1889年（明治22年）6月1日、町村制の施行により、邑久郡尻海村、庄田村が合併して村制施行し、玉津村が発足[1][2]。旧村名を継承した尻海、庄田の2大字を編成[2]。
- 1902年（明治35年）玉津村漁協設立[2]。
- 1954年（昭和29年）1月1日、邑久町に編入され廃止[1][2]。

### 地名の由来
朝日に輝く錦海湾を船が波をひいて行く風景を讃えて、玉のように美し浦（津）であることを意味して命名。

## 産業
- 農業、漁業、商業、工業[2]

## 教育
- 1889年（明治22年）錦海小学校庄田分教場が錦海尋常小学校（大字尻海）に統合され、1903年（明治36年）玉津尋常高等小学校に改称[2]。